# Holzbearbeitungsmechaniker
Der Holzbearbeitungsmechaniker ist ein staatlich anerkannter Ausbildungsberuf nach dem deutschen Berufsbildungsgesetz.

## Ausbildungsdauer und Struktur
Die Ausbildungsdauer zum Holzbearbeitungsmechaniker beträgt in der Regel drei Jahre. Die Ausbildung erfolgt an den Lernorten Betrieb und Berufsschule.
Es handelt sich um einen Ausbildungsberuf mit Wahlqualifikationseinheiten. Der Ausbildungsbetrieb kann die Ausbildung in einem Umfang von 16 Wochen in den folgenden Gebieten vertiefen:
- Sägewerkserzeugnisse,
- Hobelwerkserzeugnisse,
- Leimholzerzeugnisse,
- Holzwerkstofferzeugnisse.

## Arbeitsgebiete
Holzbearbeitungsmechaniker stellen Holzerzeugnisse wie Möbel, Leisten, Furnierplatten oder Türelemente her. Sie bedienen Maschinen wie Sägen und Fräsen zur Herstellung von Schnittholz, Hobelware, Holzwerkstoffen und Holzfertigerzeugnissen. Sie richten die Maschinen ein, führen Wartungs- und Instandsetzungsarbeiten durch, sortieren, vermessen und kontrollieren Holz.
Holzbearbeitungsmechaniker finden ihren Arbeitsplatz in Nadel- oder Laubholzsägewerken, in der Holzleimbau- und Holzwerkstoffindustrie. Sie können aber auch bei Möbelherstellern oder Herstellern von Holzbearbeitungsmaschinen eingesetzt sein.

## Modellregion Berliner Wald und Holz
Im Zuge eines BiBB-Projektes wird untersucht, wie entlang der Forst-Holz-Wertschöpfungskette die Qualität von Aus- und Weiterbildung verbessert werden kann. Untersucht wird auch, wie es gelingen kann, Nachhaltigkeit in die Aus- und Weiterbildung stärker als bisher integriert werden kann.
Die Gesellschaft für berufsbildende Maßnahmen e.V. (GFBM) in Berlin hat im Grunewald in Abstimmung mit den Berliner Forsten eine Produktionsschule eingerichtet. In einem Sägewerk werden seit 2007 Holzbearbeitungsmechaniker ausgebildet. Die Einrichtung des Ausbildungs- und Qualifizierungszentrums wurde vom Berliner Senat mit rund 280.000 Euro gefördert.